# Viveca Sten
Viveca Anne Bergstedt Sten (født 1959 i Stockholm) er en svensk jurist, forfatter og bestyrelsesformand for svensk Røde Kors Center for Torterede Flygtninge. Siden 2009 er Sten menigt bestyrelsesmedlem i Post Danmarks bestyrelse.
Sten er ansat som chefjurist ved PostNord AB siden 2002 og bor udenfor Stockholm med sin mand Lennart og tre børn. Hun har en juristeksamen fra Stockholms Universitet samt en eksamen som civiløkonom fra Handelshögskolan i Stockholm. Tidligere har hun blandt andet arbejdet for SAS og letsbuyit.com.
Viveca Stens slægt har siden 1917 ejet et hus på Sandhamn i Stockholms skærgård, og hun har siden barnsben tilbragt mange somre på øen. Dette var inspirationen til kriminalromanen "I de lugnaste vatten" som udkom i 2008 och som udspiller sig i skærgårdsmiljøet. I 2009 kom efterfølgeren "I den innersta kretsen", och tredje del "I grunden utan skuld" udkom i 2010. Stens kriminalromaner er solgt i over 400.000 eksemplarer, og de er alle oversat til dansk. Foruden kriminalromaner har Sten også skrevet en del faglitteratur om juridiske emner.

### Kriminalromaner
- 2008 – Stille nu (I de lugnaste vatten)
- 2009 – Inderst inde (I den innersta kretsen)
- 2010 – Uden skyld (I grunden utan skuld)
- 2011 - I nat er du død (I natt är du död)
- 2012 – I kampens hede (I stundens hetta)

### Faglitteratur
- Förhandla i affärer
- Outsourcing av IT-tjänster
- Internationella avtal – i teori och praktik